# Dugi rep
Dugi rep odnosi se na statističko svojstvo prema kojem se na repu distribucije vjerojatnosti nalazi veći udio populacije nego što je to slučaj kod normalne odnosno Gaussove distribucije. Pojam je nedavno dobio na popularnosti kao koncept maloprodaje strateški usmjeren na "niše": veliki broj jedinstvenih artikala prodaje se u relativno malim količinama, uobičajeno kao nadopuna prodaji malobrojnih ali vrlo popularnih artikala (hitova) u velikim količinama. Dugi rep popularizirao je u listopadu 2004. Chris Anderson u svojem članku objavljenom u časopisu Wired, u kojem je spomenuo Amazon.com i Netflix kao primjere poduzeća koja primjenjuju ovu strategiju. Anderson je koncept razradio u svojoj knjizi Dugi rep – Zašto je budućnost poslovanja u tome da se proda više stvari, a ne primjeraka? (hrvatsko izdanje: ISBN 978-953-222-314-9). Naslov izvornika je The Long Tail: Why the Future of Business is Selling Less of More, ISBN 1-4013-0237-8, a inicijalno je objavljen 2006. godine.
Troškovi distribucije i skladištenja zaliha poduzeća koja uspješno primjenjuju ovu strategiju omogućavaju im ostvarivanje značajne dobiti na temelju prodaje malog obujma artikala koje je inače teško pronaći velikom broju klijenata, umjesto puke prodaje velikih količina popularnih artikala (hitova). Ukupna prodaja tog velikog broja artikala koji nisu hitovi naziva se "dugi rep".
Uz veliki izbor, veliku populaciju potrošača i zanemarive troškove skladištenja i distribucije, izbor i potrošačke navike populacije rezultiraju krivuljom distribucije zakona moći, odnosno Paretovom distribucijom. Takva krivulja sugerira da će tržište s velikom slobodom izbora stvoriti određeni stupanj nejednakosti favorizirajući gornjih 20% artikala ("hitovi" ili "glava krivulje") na štetu preostalih 80% ("promašaji" ili "dugi rep krivulje"). Ovo je u teoriji poznato kao Paretov princip, odnosno kao pravilo "80/20".
Koncept dugog repa našao je plodno tlo za primjenu, istraživanje i eksperimentiranje, te se koristi u internetskom poslovanju, masovnim medijima, mikrofinanciranju, mehanizmima društvenih mreža (npr. crowdsourcing, crowdcasting, peer to peer), ekonomskim modelima i marketingu.
Distribuciju frekvencije s dugim repom statističari proučavaju najkasnije od 1946. Pojam se također dugi niz godina koristio u poslovanju osiguravajućih društava.

## Statističko značenje
Dugi rep je naziv za već dugo poznato svojstvo nekih statističkih distribucija (poput Zipfovog zakona, zakona moći, Paretove distribucije i opće Lévyeve distribucije). Svojstvo je također znano pod nazivima "debeli rep", "rep zakona moći" i "Paretov rep". Kod distribucija dugog repa populaciju visoke frekvencije ili visoke amplitude slijedi populacija niske frekvencije ili niske amplitude, koja postupno asimptotski "odlazi u rep" (krivulja teži k nuli u beskonačnost). Događaji na udaljenom dijelu repa imaju vrlo nisku vjerojatnost ostvarivanja.
Gruba procjena je da se kod takvih distribucija većina pojava (više od polovine, a u slučaju Paretovog principa 80%) odnosi na prvih 20% stavki u distribuciji. Ono što je neobično kod distribucije dugog repa jest to da 20% stavki koje se najčešće pojavljuju predstavljaju manje od 50% pojava. Drugim riječima, 80% stavki koje se najrjeđe pojavljuju čine važniji dio ukupne populacije.
Distribucije ili funkcije zakona moći karakteriziraju značajan broj ponašanja u prirodi i ljudskom djelovanju. Ova činjenica dovela je do velikog znanstvenog i društvenog interesa za takve distribucije te za veze koje te distribucije stvaraju. Promatranje takve distribucije često upućuje na specifične vrste mehanizama i može često ukazivati na dublju povezanost s drugim, naizgled nepovezanim sustavima. Primjeri ponašanja koji pokazuju distribuciju dugog repa su pojava određenih riječi u nekom jeziku ili jačina potresa (Gutenberg-Richterov zakon).
Članci Chrisa Andersona i Claya Shirkya ističu posebne slučajeve u kojima je moguće izmijeniti temeljne veze i procijeniti utjecaj na frekvenciju događaja. U tim slučajevima događaji niske frekvencije, niske amplitude ili niskog dohotka – dugi rep, koji ovdje predstavlja dio krivulje nadesno od dvadesetog percentila – mogu zauzeti najveće područje ispod linije. Ovo navodi na zaključak da varijacija jednog mehanizma (pristupa internetu) ili veze (trošak skladištenja) može značajno pomaknuti frekvenciju pojavnosti određenih događaja u distribuciji. Taj pomak ima ključni učinak na vjerojatnost i na demografsku strukturu klijenata u poslovanju subjekata poput masovnih medija ili internetskih prodavača.
Međutim, dugi repovi koji karakteriziraju distribucije poput Gutenberg-Richterovog zakona ili Zipfovog zakona pojavnosti riječi i, s druge strane, dugi repovi koji karakteriziraju distribucije koje ističu Anderson i Shirky suštinski su različiti, ako ne i potpuno suprotni. Naime Anderson i Shirky govore o odnosu frekvencije i ranga, dok su Gutenberg-Richterov zakon ili Zipfov zakon distribucije vjerojatnosti. Prema tome, u slučaju Gutenberg-Richterovog zakona ili Zipfovog zakona "repovi" korespondiraju s događajima jakog intenziteta, poput jakih potresa i najpopularnijih riječi, koji dominiraju u distribuciji. Nasuprot tome, dugi repovi u scenarijima odnosa frekvencije i ranga koje su istaknuli Anderson i Shirky prije korespondiraju s kratkim repom u povezanoj distribuciji vjerojatnosti i stoga ilustriraju fenomen suprotan onome iz Gutenberg-Richterovog zakona ili Zipfovog zakona.

## Chris Anderson i Clay Shirky
Chris Anderson tvrdi da je on prvi konstruirao frazu "dugi rep". Koncept se djelomično oslanja na esej Claya Shirkya "Power Laws, Weblogs and Inequality" iz veljače 2003., u kojem je uočeno da samo za mali broj blogova ima mnogo poveznica koje vode na te blogove, ali da za "dugi rep" milijuna blogova ima tek nekoliko poveznica koje vode na njih. Počevši s nizom govora održanih početkom 2004. i kulminiravši izdavanjem članka u časopisu Wired u listopadu 2004., Anderson je opisao učinak dugog repa na trenutne i buduće poslovne modele. Anderson je kasnije tu ideju proširio u knjizi Dugi rep – Zašto je budućnost poslovanja u tome da se proda više stvari, a ne primjeraka? (naslov izvornika je The Long Tail: Why the Future of Business is Selling Less of More, a inicijalno je objavljen 2006. godine).
Anderson tvrdi da proizvodi s malom potražnjom ili malim volumenom prodaje mogu zajedno ostvariti tržišni udio koji konkurira ili nadmašuje relativno malo bestselera i blockbustera, pod uvjetom da su trgovina ili kanal distribucije dovoljno veliki. Anderson citira ranije istraživanje Erika Brynjolfssona, Yua Jeffreya Hua i Michaela D. Smitha, koje je pokazalo da se značajan udio prodaje Amazon.coma odnosi na opskurne knjige koje nisu raspoložive u fizičkim prodavaonicama (za razliku od internetskih trgovina). Dugi rep stoga predstavlja potencijalno tržište i, kako primjeri to ilustriraju, prilike u kanalima distribucije i prodaje koje stvara Internet poduzećima često omogućavaju uspješno iskorištavanje tog tržišta.
Zaposlenik Amazon.coma opisao je "dugi rep" na sljedeći način: "Danas smo prodali više knjiga koje se jučer uopće nisu prodavale, nego što smo danas prodali knjiga koje se jučer jesu prodavale."
Anderson je pojam "dugi rep" objasnio kao referencu na rep krivulje potražnje. Pojam je otada ponovo izveden iz grafikona XY (raspršenog grafikona), koji nastaje mapiranjem popularnosti zaliha proizvoda. U gore prikazanom grafikonu prodaja knjiga Amazon.coma ili iznajmljivanje filmova Netflixa bili bi iskazani na vertikalnoj osi, dok bi se rangovi knjiga ili filmova iskazali na horizontalnoj osi. Ukupni obujam artikala niske popularnosti nadilazi obujam artikala visoke popularnosti.

## Istraživanje Brynjolfssona, Hua i Smitha

### Učinak pristupa Internetu
U svojem članku u časopisu "Wired" Chris Anderson je citirao ranija istraživanja Erika Brynjolfssona, Yua Jeffreya Hua i Michaela D. Smitha, koji su prvi upotrijebili log-linearnu krivulju na grafikonu XY (raspršenom grafikonu) kako bi objasnili vezu između prodaje Amazon.coma i rangiranja prodaje. Utvrdili su da se veliki udio prodaje knjiga Amazon.coma odnosi na opskurne knjige koje nisu bile dostupne u fizičkim prodavaonicama (za razliku od internetskih trgovina). Potom su kvantificirali potencijalnu vrijednost dugog repa za potrošače. U članku objavljenom 2003. autori su pokazali da – iako se većina rasprava o vrijednosti Interneta za potrošače fokusirala na niže cijene – korist za potrošače od pristupa raznolikijim proizvodima u internetskim knjižarama deset puta nadmašuje korist od nižih cijena na Internetu.

### Dugi rep tijekom vremena
Nedavna studija Brynjolfssona, Hua i Smitha utvrdila je da se dugi rep tijekom vremena produljio, te da knjige iz "niša" sada čine veći udio ukupne prodaje. Njihove analize upućuju na zaključak da su do 2008. godine knjige iz "niša" činile 36,7% prodaje Amazon.coma i da se korist za potrošače koju su te knjige stvorile povećala barem peterostruko u razdoblju između 2000. i 2008. K tome, njihova nova metodologija utvrdila je da, iako su široko upotrebljavani zakoni moći dobra aproksimacija veze između ranga i prodaje, nagib krivulje ne mora biti konstantan za sve rangove, te da nagib može progresivno postati i strmiji za opskurnije knjige.

### Zbogom Paretovom principu i nova distribucija
U članku u nastajanju iz 2006. godine naslovljenom "Goodbye Pareto Principle, Hello Long Tail", Erik Brynjolfsson, Yu Jeffrey Hu i Duncan Simester utvrdili su da bi uz značajno smanjenje troškova traženja, informacijska tehnologija općenito i posebice Internetska tržišta mogla značajno povećati zajednički udio proizvoda koje je teško pronaći, na taj način stvarajući "dulji rep" u distribuciji prodaje.
Koristili su teorijski model kako bi pokazali kako će smanjenje troškova traženja utjecati na koncentraciju prodaje proizvoda. Analizom podataka prikupljenih od maloprodajnog poduzeća koje distribuciju obavlja preko više kanala došli su do empirijskog dokaza da internetski kanal pokazuje značajno niže koncentriranu distribuciju prodaje u usporedbi s tradicionalnim kanalima. Pravilo 80/20 vrlo dobro odgovara distribuciji prodaje proizvoda putem kanala kataloške prodaje, no u internetskom kanalu ovo se pravilo mijenja u pravilo 72/28, kako bi se prilagodilo distribuciji prodaje proizvoda u tom kanalu. Razlika u distribuciji prodaje je veoma značajna, čak i nakon kontrole varijable potrošačkih razlika.

## Ekonomija i tržišta

### Pokretači na strani potražnje i pokretači na strani ponude
Ključni faktor koji određuje ima li distribucija prodaje dugi rep jesu troškovi skladištenja i distribucije. Ako su troškovi skladištenja i distribucije zanemarivi, tada postaje ekonomski opravdano prodavati relativno nepopularne proizvode. Međutim, ako su troškovi skladištenja i distribucije visoki, tada se mogu prodavati samo najpopularniji proizvodi. Primjerice, tradicionalna videoteka ima ograničeni prostor na policama, koji plaća u obliku općih administrativnih troškova poslovanja. U cilju maksimiziranja dobiti moraju se nuditi samo najpopularniji filmovi kako bi se osiguralo da niti jedan dio prostora na policama nije neiskorišten. Budući da Netflix skladišti filmove u centraliziranim skladištima njegovi su troškovi skladištenja puno niži, a troškovi distribucije jednaki su za popularne filmove i nepopularne filmove. Netflix stoga može ekonomski opravdano držati puno veći izbor filmova od tradicionalne videoteke. Ekonomija skladištenja i distribucije omogućava iskorištavanje dugog repa te je Netflix uočio da se na agregatnoj razini "nepopularni" filmovi iznajmljuju više od popularnih.
Članak objavljen u "MIT Sloan Management Reviewu" pod nazivom "From Niches to Riches: Anatomy of the Long Tail" istražio je dugi rep s aspekata ponude i potražnje te je identificirao nekoliko ključnih pokretača. Na strani ponude, autori ističu da proširena, centralizirana skladišta internetskih prodavatelja omogućavaju veći izbor, što im pak daje mogućnost da zadovolje više različitih ukusa. Na strani potražnje, alati poput tražilica, softvera za preporuke i davanja uzoraka omogućavaju klijentima da pronađu proizvode izvan svojeg zemljopisnog područja. Autori također gledaju prema budućnosti i raspravljaju o sekundarnim, pojačanim učincima dugog repa, uključujući rast tržišta koja opslužuju manje "niše".

### Rulje
"Rulje" ili "gomile" klijenata, korisnika i malih poduzeća koja se nalaze u dugom repu distribucije mogu obaviti suradničke poslove i ispunjavati određene zadaće. Neki od važnijih oblika takvih novih proizvodnih modela su sljedeći:
- Suradničke grupe tipa "Peer to peer", koje proizvode softver otvorenoga koda ili stvaraju wikije poput Wikipedije.
- Model crowdsourcinga, u kojemu poduzeće eksternalizira posao velikoj skupini tržišnih sudionika koristeći internetsku platformu.
- Model crowdcastinga, što je proces izgradnje mreže korisnika i potom dodjeljivanja izazova ili zadataka koji se trebaju riješiti s namjerom ostvarivanja inovativnih ideja.
- Posao koji izvode pojedinci u zajedničkim netržišnim mrežama opisan u djelu Yochaia Benklera.[14]

## Poslovni modeli

### Konkurentski utjecaj
Prije nego dugi rep počne djelovati, općenito se nude samo najpopularniji proizvodi. Kako se smanjuju trošak skladištenja zaliha i trošak distribucije, široka lepeza proizvoda postaje dostupna. Ovo pak može imati učinak smanjenja potražnje za najpopularnijim proizvodima. Primjerice, poduzeća koja pružaju internetski sadržaj i koja pružaju široko pokriće različitih tema, poput Yahoo!a ili CNET-a, mogu se suočiti s prijetnjom porasta manjih internetskih stranica koje se fokusiraju na sadržaj "niša" i koje pokrivaju sadržaj bolje od većih internetskih stranica.
Konkurentska opasnost od tih web-stranica "niša" smanjuje se za trošak uspostavljanja i održavanja tih stranica te za gnjavažu čitatelja koji moraju pratiti više malih web-stranica. Ove su faktore transformirali jednostavan i jeftin softver za izradu web-stranica i raširenost RSS-a. Slično tome, distributeri poput Netflixa mogu ugroziti tržišne distributere poput Blockbustera, jer Netflix nudi naslove koje Blockbuster ne može nuditi jer nisu popularni.

### Internetska poduzeća
Neka od najuspješnijih internetskih poduzeća iskoristila su dugi rep kao dio svojeg poslovanja. Primjeri uključuju eBay (aukcije), Yahoo! i Google (internetske tražilice), Amazon.com (maloprodaja) i iTunes Store (glazba i podcastovi) među većim poduzećima, uz manja internetska poduzeća poput Audible.com (audio knjige) i Netflix (iznajmljivanje video-filmova).

### Videoigre i internetske igre za više igrača
Usvajanje videoigara i masovnih internetskih igara za više igrača poput Second Lifea kao alata za obrazovanje i obuku počinje pokazivati obrazac dugog repa. Modificiranje igre košta značajno manje nego što je koštala izrada jedinstvenih aplikacija za obuku, poput onih za obuku u poslovanju, komercijalnim letovima i vojnim misijama. Ovo je neke potaknulo da zamisle doba u kojem će uređaji ili simulacije bazirani na igrama biti dostupni za tisuće različitih poslova.

### Mikrofinanciranje i mikrokreditiranje
Bankovno poslovanje primijenilo je internetsku tehnologiju da bi dosegnulo stalno rastući broj klijenata. Međutim, najvažniji pomak u poslovnom modelu do kojeg je došlo zbog dugog repa jest razvoj različitih oblika mikrofinanciranja.
Za razliku od internetske maloprodaje, mikrofinanciranje je posao koji zahtijeva specifično nisku tehnološku razinu. Cilj mikrofinanciranja jest ponuda vrlo malih kredita nižoj srednjoj klasi, nižoj klasi i siromašnim osobama, koje bi tradicionalno bankovno poslovanje inače zanemarilo. Banke koje su slijedile ovu strategiju pružanja usluga dugom repu (dijelu distribucije s niskom frekvencijom) otkrile su da to može biti značajna "niša", koju su komercijalne banke dugo zanemarivale. Praksa je pokazala da su primatelji malih kredita u pravilu uredni u otplati tih kredita, unatoč tome što prije nisu uzimali kredite. Također, ti primatelji spremiji su platiti višu kamatnu stopu od uobičajenog klijenta banke ili kartičarske kuće. Zbog svega opisanog, ovaj poslovni model ispunjava važnu razvojnu ulogu u ekonomiji.
Grameen banka u Bangladešu uspješno je pratila ovaj poslovni model. Meksičke banke Compartamos i Banco Azteca također nude usluge ovoj skupini stanovništva, s naglaskom na potrošačke kredite. Kiva.org je organizacija koja pruža mikrokredite osobama diljem svijeta, koristeći specifični izravni poslovni model.

### Inovacije koje pokreću korisnici
Prema modelu inovacija koje pokreću korisnici (korisničkih inovacija), poduzeća se mogu pouzdati u to da će korisnici proizvoda i usluga obaviti značajan dio posla inovacija. Korisnici žele proizvode koji su prilagođeni njihovim potrebama i spremni su proizvođačima prenijeti što zapravo žele i kako bi to trebalo raditi. Poduzeća mogu koristiti različite alate, poput interaktivne tehnologije ili tehnologije bazirane na internetu, kako bi korisnicima dali mogućnost komunikacije te kako bi im omogućili da obave posao inovacija koji je koristan za poduzeće.
Smanjivanje troškova komunikacije i dijeljenja informacija (analogno niskim troškovima skladištenja i distribucije kod internetske maloprodaje) dovest će dugi rep inovacija koje pokreću korisnici do sve veće važnosti za poduzeća.
Primjenjujući strategiju inovacija dugog repa poduzeća koriste taj model kako bi iskoristila veliku skupinu korisnika koji se u distribuciji nalaze u području niskog intenziteta. Inovacija se ostvaruje suradnjom i agregatnim djelovanjem takvih korisnika. Zajednice društvene inovacije koje formiraju skupine korisnika mogu u kratkom vremenu obaviti proces pokušaja i pogreške, dijeliti informacije, testirati i razmijeniti rezultate.
Eric von Hippel s MIT-eve Sloan School of Management definirao je model inovacija koje pokreću korisnici u svojoj knjizi "Demokratiziranje inovacija" (Democratizing Innovation). Među njegovim zaključcima jest i uočavanje da kako inovacije postaju sve više centrirane oko korisnika, informacije moraju teći slobodno, na demokratičniji način, stvarajući "bogato intelektualno zajedničko vlasništvo" i "napadajući strukturu društvene podjele rada".

### Marketing
Nastojanje da se izgradi tržište i ostvari prihod od potrošača dugog repa potaknulo je poduzeća da uvedu seriju marketinških tehnika dugog repa. Većina tih tehnika temelji se na ekstenzivnom korištenju internetskih tehnologija, koje su pak omogućili niski troškovi i visoki stupanj kontrole Interneta. Najistaknutiji primjeri su sljedeći:
- Marketing novih medija: Izgradnja i upravljanje društvenim mrežama, internetskim i virtualnim zajednicama, kako bi se na troškovno efikasan način proširio dohvat marketinga na potrošače niske frekvencije i niskog intenziteta. Ovakav marketing najčešće se provodi preko blogova, RSS-ova i podcasta.
- "Buzz Marketing": Strateško korištenje usmene predaje i prijenosa komercijalnih informacija od osobe do osobe, u stvarnom svijetu ili na internetu.
- Virusni marketing: Namjerno širenje marketinških poruka korištenjem postojećih društvenih mreža, s naglaskom na neformalni sadržaj i niske troškove. Uobičajeno se provodi preko video-sadržaja na YouTubeu, virusne elektroničke pošte i zasebnih internetskih mikrostranica.
- Plaćanje po kliku (Pay Per Click) i optimizacija internetske tražilice: Reklamiranje internetskih stranica na tražilicama poput Googlea, Yahoo!a i Binga, fokusiranjem na ključne riječi dugog repa koje imaju slabiju konkurenciju. Nedavno istraživanje ključnih riječi dugog repa  Arhivirana inačica izvorne stranice od 27. travnja 2011. (Wayback Machine) otkrilo je da pretrage dugog repa često imaju do 200% višu stopu konverzije u usporedbi s (generičkim) ključnim riječima kratkog repa. Na taj način pretrage dugog repa mogu biti izuzetno profitabilne za marketing internetskih tražilica, u obliku nižih troškova po radnji i višeg povrata na ulaganje.[17]

## Kulturni i politički utjecaj
Dugi rep ima moguće implikacije na kulturu i politiku. Ako je oportunitetni trošak skladištenja zaliha i distriveći izbor. Dugi rep daje priliku različitim dobavljačima da uvedu proizvode u kategoriju "niša", a to potiče diversifikaciju proizvoda. Ovi proizvodi u "nišama" otvaraju prilike dobavljačima, dok istovremeno zadovoljavaju potražnju različitih pojedinaca, čime se dugi rep još više produljuje. U situacijama u kojima je popularnost određena zajedničkim nazivnikom, model dugog repa može dovesti do poboljšanja razine kulture nekog društva. Mogućnosti koje otvara dugi rep uvelike utječu na kulturu društva – dobavljači imaju neograničeni kapacitet zbog beskonačne mogućnosti skladištenja i zadovoljavanja potražnje koja se nije mogla zadovoljiti prije dugog repa. Na kraju dugog repa konvencionalni poslovni model ostvarivanja profita prestaje postojati; umjesto njega proizvodi se počinju stvarati zbog različitih razloga poput izražavanja, a ne nužno novčane koristi. Na taj način dugi rep otvara široki prostor za autentična kreativna djela.

### Kulturna raznolikost
Televizija je dobar primjer dugog repa. Televizijske stanice imaju ograničenu ponudu profitabilnih ili "prvorazrednih" termina, tijekom kojih osobe koje ostvaruju dohodak gledaju televiziju. Te osobe koje imaju dovoljno novca za trošenje čine ciljnu skupinu oglašivačima koji plaćaju stvaranje televizijskog programa, što oportunitetni trošak svakog takvog termina čini vrlo visokim. Stanice stoga odabiru one sadržaje koji imaju visoku vjerojatnost da će se svidjeti osobama u profitabilnim demografskim skupinama, kako bi se zajamčio određeni povrat na investiciju. Primjerice, serija Twin Peaks nije osvojila široku gledateljsku publiku, ali se emitirala tijekom dvije sezone jer je privlačila mlade profesionalce s dovoljno novca za trošenje. Općenito, rast broja televizijskih postaja odnosno distribuiranje televizijskih programa preko drugih digitalnih kanala dovodi do razdvajanja ključnih demografskih skupina u sve manje i manje skupine. Kako ciljane skupine postaju manje "niše" i kako broj kanala počinje predstavljati sve niži oportunitetni trošak, tako u dugom repu prethodno zanemarivane skupine postaju profitabilne. Te skupine uzduž dugog repa potom se ciljaju televizijskim sadržajima koji mogu imati privlačnost "niša". Uz niže oportunitetne troškove, više kanala i uže "niše", raste ponuda televizijskih sadržaja te, posljedično, dolazi do veće kulturne raznolikosti, sve dok u tome postoji mogućnost zarade.

### Distribucija neovisnog sadržaja
Iako se često predstavlja kao fenomen koji je od primarnog interesa za masovnu maloprodaju ili internetsko poslovanje, dugi rep također utječe na prozvođače sadržaja. Ovo se posebno odnosi na one proizvođače čiji proizvodi – zbog ekonomskih razloga – ne bi mogli pronaći svoje mjesto u pred-internetskim kanalima distribucije informacija koje su kontrolirali izdavači knjiga, glazbeni izdavači, filmski studiji i televizijske mreže. S aspekta proizvođača sadržaja, dugi rep je omogućio razvoj kreativnosti u svim poljima ljudskog djelovanja. Jedan primjer opisanog fenomena jest YouTube, na kojemu su tisuće različitih video-sadržaja – sadržajem, produkcijskom vrijednošću ili izostankom popularnosti neprikladni za tradicionalnu televiziju – jednostavno dostupni širokom krugu gledatelja.

### Suvremena književnost
Sjecište virusnog marketinga, internetskih zajednica i novih tehnologija koje djeluju unutar dugog repa potrošača i poduzeća opisano je u romanu Williama Gibsona, "Pattern Recognition".

### Primjena na vojsku i sigurnost
U kontekstu vojske, John Robb primjenjuje dugi rep na razvoj pokreta pobunjenika i terorista, pokazujući kako tehnologija i umrežavanje dopuštaju dugom repu nezadovoljnih skupina i zločinaca da uđu u sukob s državom te da čak imaju mogućnost pobjede.

## Kritika
Studija Anite Elberse, profesorice poslovne administracije na Harvard Business School iz 2008. dovodi u pitanje teoriju dugog repa, citirajući podatke o prodaji koji pokazuju da Internet uvećava važnost blockbustera. Na svojem blogu Anderson je odgovorio na studiju, hvaleći Elberse i akademsku strogost s kojom ona istražuje predmet, ali navodi kako između njih postoji razlika u interpretaciji točke u kojoj počinju "glava" i "rep". Elberse je glavu i rep definirala koristeći postotke, dok Anderson koristi apsolutne iznose. Slične rezultate objavili su Serguei Netessine i Tom F. Tan, koji sugeriraju da bi se glava i rep trebali definirati preko postotaka, a ne preko apsolutnih iznosa.

## Vanjski izvori
- Anderson, Chris. 2006. The Long Tail: Why the Future of Business Is Selling Less of More. Hyperion. New York. ISBN 1-4013-0237-8
- Dugi rep, računalni model koji je izradila Fiona Maclachlan, The Wolfram Demonstrations Project